# Burg Borken
Die Burg Borken ist eine abgegangene Höhenburg auf einem Burghügel bei 229 m ü. NHN zwischen unterer und oberer Bergstraße südlich der Altstadt von Borken im Schwalm-Eder-Kreis in Hessen.
Die Burg wurde 1269 erstmals im Besitz der Herren von Borken erwähnt und war vermutlich ziegenhainisches Lehen. Die Herren von Borken starben 1285 im Mannesstamm aus und ab 1297 war die Burg in wechselndem Besitz verschiedener Lehnsherren, bis sie 1469 im Hessischen Bruderkrieg zerstört und 1543 letztmals erwähnt wurde.
Der heutige Burgstall der ehemals mehreckigen Burganlage zeigt nur noch geringe Reste von Wällen und Gräben.